# キャパロ・T1
キャパロ・T1（Caparo T1）は、イギリスの自動車メーカー、キャパロが製造するスポーツカー。
マクラーレン・F1を設計したゴードン・マレーが製作に携わった。

## 解説
ボディはフェンダーが存在するため、レッドブル・X2010のような外観である。カーボンとアルミニウムのハニカムモノコックを採用し、ギアボックスやステアリングラックなど至るところにマグネシウム合金やカーボンを奢った結果、乾燥重量は約470kgと軽く仕上がっている。これに500ps（10500rpm）を発揮するドライサンプ式のアルミ製3.5ℓV8エンジンをミッドシップに搭載するため、パワーウエイトレシオは1kg/psとほぼレーシングカーそのものになり、最高速度322km/h、0-100mph（160km/h）加速5秒を記録する。ちなみにこの記録はダウンフォースを最低にしたもので、ボディの各部はF1のように調整できるようになっている。
ギアボックスはパドルシフト変速の6速シーケンシャルMT。また、ドライブシャフトは等長化されている。

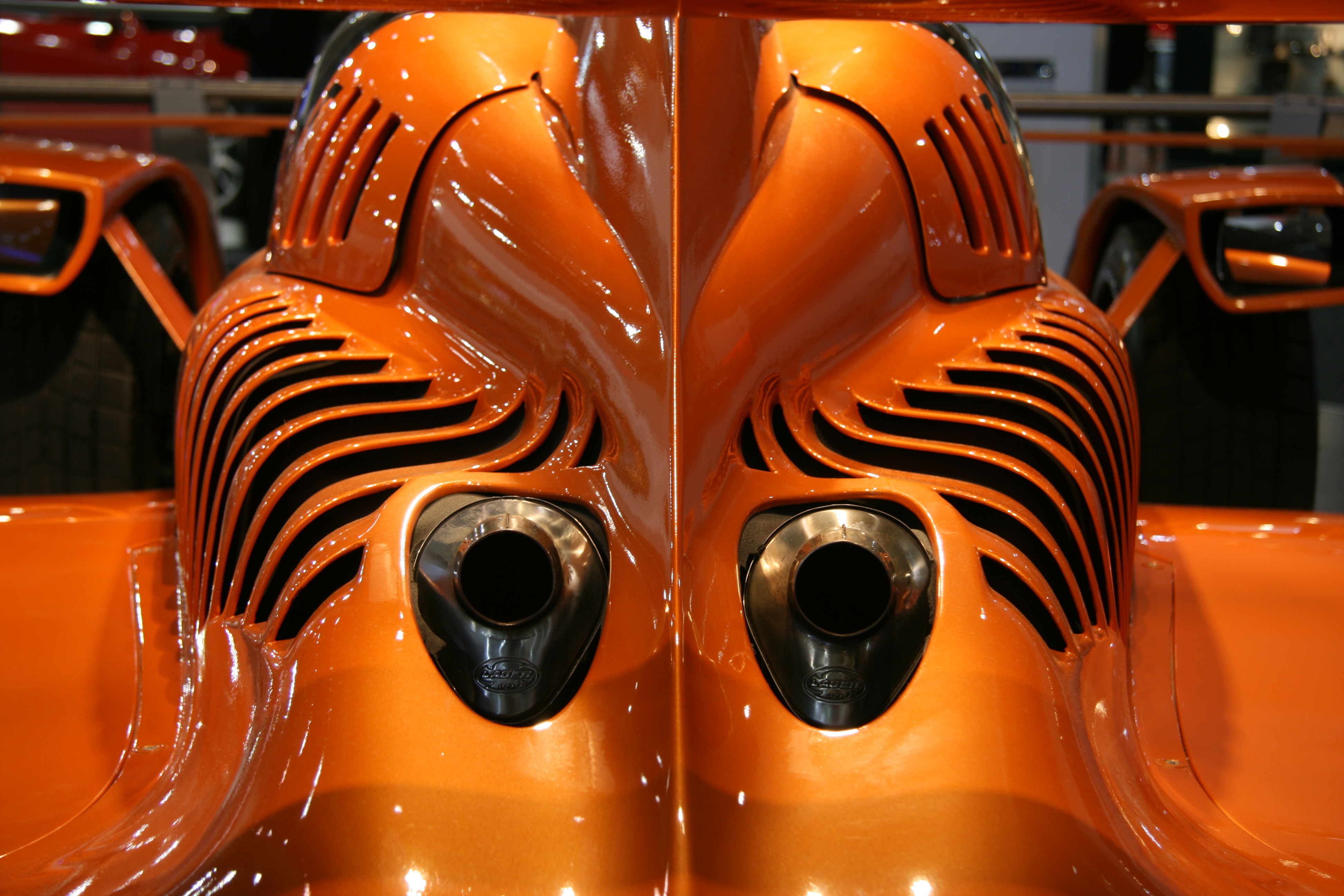
高度にチューニングされた500psのV8エンジンが搭載される

サスペンションはフロント、リアともにダブルウィッシュボーンで、調整式のダンパーとアンチロールバーが用いられている。
ドライバーが前部、同乗者は斜め後ろに着座する2シーターとなっている。
なお、当初はフリーストリーム・T1と言う名前だったが、フリーストリーム社がカパロ社に買収されカパロ・T1と言う名前になった。